# Antônio Oliveira (policial)
Antônio Fernando Souza Oliveira (Salvador, 1966 ou 1967) é o atual diretor-geral da Polícia Rodoviária Federal.

## Formação
Possui bacharel em direito, pós-graduação em Direito Tributário e mestrado em Ciências Jurídicas pela Universidade Autônoma de Lisboa. Também é graduado em odontologia.

## Carreira
Ingressou na Polícia Rodoviária Federal (PRF) em 1994, onde atuou na 10ª Superintendência da PRF na Bahia. Foi Superintendente da PRF no Maranhão. Tornou-se amigo de Flávio Dino e atuou na acessoria parlamentar quando Dino era deputado federal e na Assessoria de Planejamento do Departamento Estadual de Trânsito do Maranhão quando Dino tornou-se governador.

## Diretor-geral da PRF

### Escolha e posse
Após Flávio Dino ser nomeado Ministro da Justiça do governo Lula, escolheu Edgar Camata como substituto, mas mudou a nomeação menos de 24 horas depois por Camata ser lavajatista e ter apoiado a prisão de Lula nas redes sociais. Oliveira foi escolhido em seu lugar, porém sua nomeação foi polêmica por ele ser admirador de Fidel Casto e aparecer vestido com roupas parecidas com as suas em uma foto nas redes sociais e declarar apoio ao então candidato Luiz Inácio Lula da Silva na eleição presidencial de 2022. Oliveira afirmou que demonstrou suas opiniões ideológicas como cidadão, mas que mas que não usaria a corporação para fazer política. Quando assumiu, a PRF havia sido instrumentalizada pelo governo Jair Bolsonaro, e Oliveira foi visto como um nome anti-bolsonarista.
Assumiu oficialmente em 8 de fevereiro de 2023. No evento, condenou a invasão do Palácio do Planalto pelos bolsonaristas e assinou um protocolo de intenções com o Instituto Childhood para o enfrentamento à exploração sexual de crianças e adolescentes e um acordo de cooperação técnica com o Ibama para realização de ações conjuntas de proteção ao meio ambiente. Também  reiterou o compromisso da PRF com o Estado Democrático de Direito. Oliveira declarou que sua gestão seria focada na segurança viária, função que teria perdido a importância no governo Bolsonaro.

### Direitos humanos
Oliveira anunciou que o governo tomaria providências para evitar a "truculência" policial e anunciou que a PRF será a primeira instituição de policiamento ostensivo no Brasil com câmeras corporais em todos os agentes. O programa chama-se Projeto Estratégico Bodycams. Em novembro de 2023, o governo dos Estados Unidos doou 400 câmeras corporais e um software de gerenciamento de imagens para o Brasil. 200 das câmeras foram destinadas a PRF. A corporação pretende iniciar os testes no Rio de Janeiro no segundo semestre de 2024.
Em sua gestão, foi criada a Coordenação-geral de Direitos Humanos da organização e a matéria de direitos humanos voltou à grade curricular na formação dos agentes.

### Desbolsonarização
Uma das primeiras ações da nova PRF foi a abolição dos uniformes camuflados, criados na gestão de Silvinei Vasques, e do Comando de Operações Especiais (COE).
Em 13 de março de 2023, a PRF trocou 22 superintendentes da corporação. As demissões foram vistas como excessivas por parte dos policiais. 150 agentes e 35 aposentados assinaram uma carta enderçada a Flávio Dino reclamando da ação.
Em abril de 2024, a Polícia Federal (PF) abriu uma investigação contra o superintendente substituto da subintendência da PRF no Distrito Federal Rafael Silva por suposta espionagem contra Oliveira e a criação de dossiês com falsas acusações da cúpula da instituição. Fontes da PRF ouvidas pela revista Veja dizem que após a saída de Flávio Dino do Ministério da justiça, surgiu um movimento para depor Oliveira. Após tomar conhecimento do caso, o novo Ministro da Justiça Ricardo Lewandowski exonerou o superintendente Igor Ramos e o próprio Rafael Silva, nomeando Adriana Pivato no lugar.

### Assassinatos
Em 25 de maio de 2023, Oliveira declarou que a morte de Genivaldo de Jesus foi traumática e pediu desculpas à família. Flávio Dino também exonerou os três policiais envolvidos da PRF.
Em 17 de junho de 2023, a PRF vitimou Anne Caroline Nascimento Silva, de 23 anos, após ela ser baleada na Baixada Fluminense perto da Linha Vermelha em um acompanhamento tático de um veículo suspeito em fuga. Cláudia Maria da Silva dos Santos, de 54 anos, também foi alvejada, mas sobreviveu. Oliveira afirmou que o protocolo interno não prevê disparo em veículo em movimento, a não ser em rechaçando uma agressão. O marido de Anne acusou o ato de ser uma execução. Já os policiais afirmam que haviam ordenado que o carro parasse, o que não aconteceu. Em abril de 2024, os quatro agentes envolvidos viraram réus na Justiça Federal.
Em 7 de setembro, Heloísa dos Santos Silva, de três anos de idade, foi atingida por tiros da PRF na nuca e no ombro na Baixada Fluminense, após a família passar pelos agentes com um carro roubado, informação que o pai desconhecia quando o comprou. Ela morreu no dia 16, em Duque de Caxias. Os três agentes envolvidos foram afastados e a morte está sendo investigada pela PF e o Ministério Público Federal (MPF). Oliveira pronunciou-se dizendo que a morte foi uma “dor institucional” e que estava "fazendo um estudo para mudança da doutrina de atuação da Polícia Rodoviária Federal". Já Flávio Dino afirmou que havia um "esforço sincero" para reduzir as mortes causadas pela corporação. De acordo com a PRF, até então houve 8 mortes causadas pelos agentes naquele ano, enquanto em 2022, durante o governo Bolsonaro, houve 44 mortes.

### Outras ações
Em setembro de 2023, foi anunciado a transferência do campus da UniPRF para Brasília em fevereiro de 2024, mas o aluguel do antigo campus foi prorrogado até agosto de 2025. O novo campus será de propriedade da PRF e estará dentro da Sede Nacional do órgão.

## Investigações
Em 10 de novembro de 2023, o MPF abriu um inquérito após representação enviada pelo deputado federal Alexandre Ramagem (PL-RJ). Nele, Oliveira é acusado de improbidade administrativa por supostamente usar a PRF para promover a imagem pessoal e enaltecer os feitos do presidente Luiz Inácio Lula da Silva e do Ministro da Justiça Flávio Dino. O inquérito foi arquivado em março de 2024 pois “não possui elementos fáticos e jurídicos aptos a embasarem eventual ação civil pública”.

## Condecorações
- Cidadão de São Luís (2021)[1]